# Delahaye Type 25
Der Delahaye Type 25 ist ein frühes Pkw-Modell. Hersteller war Automobiles Delahaye in Frankreich.

## Beschreibung
Die Fahrzeuge wurden zwischen 1904 und 1906 hergestellt.
Der Vierzylinder-Ottomotor war in Frankreich mit 16–20 CV eingestuft. Er hat 92 mm Bohrung, 110 mm Hub, 2925 cm³ Hubraum und leistet 20 PS. Er ist vorn im Fahrgestell eingebaut und treibt über eine Kette die Hinterachse an.
Zur Wahl standen zwei Fahrgestelle mit langem und extra langem Radstand, von denen einer 340 cm beträgt. Eine Vielzahl an Karosseriebauformen wurde angeboten.
Es ist nicht bekannt, wie viele Fahrzeuge entstanden.